# Parataracticus niger
Parataracticus niger là một loài ruồi trong họ Asilidae. Parataracticus niger được Martin miêu tả năm 1955. Loài này phân bố ở vùng Tân Bắc giới.